# Isabelle Severino
Pour les articles homonymes, voir Severino.
Isabelle Severino est une gymnaste française, née le 9 avril 1980 à Paris.

## Biographie

### Carrière
À l'âge de 7 ans, elle participe comme danseuse à des spectacles d'une troupe tzigane à l'Olympia lors de représentations de Charles Dumont. Elle rentre par la suite aux petits rats de l'Opéra de Paris et décide plus tard de choisir la gymnastique, car ce sport lui paraît plus ludique.
Alors en formation à l'INSEP, Isabelle Severino devient championne d'Europe Junior aux barres asymétriques en 1994. L'année suivante, elle devient championne de France au concours général et participe à ses premiers championnats du monde.
En 1996, elle est championne de France aux barres asymétriques et obtient la médaille de bronze sur le même agrès aux Championnats du Monde Sénior. Elle devient par conséquent, la première française médaillée mondiale à cet agrès.
Elle est aussi qualifiée pour les Jeux olympiques d'Atlanta où elle se classe 13e du concours général et 8e par équipe.
Après plusieurs finales aux championnats d'Europe et championnats du monde, en 1998, elle participe aux Championnats d'Europe puis met un terme à sa carrière de gymnaste d'élite à la suite d'une blessure au genou. 
Elle participe alors pendant un an à un show du Cirque du Soleil, La Nouba, à Orlando en Floride, alliant acrobaties et danse lors de ses performances.
Isabelle Severino intègre par la suite une équipe d'aérobic sportive constituée par d'anciens amis gymnastes (Grégory Alcan et Xavier Julien), devenant vice-championne du monde par équipe en 2003.
Alors qu'elle ne s'est pas entraînée en gymnastique pendant 4 ans, elle annonce ensuite son retour au haut niveau en gymnastique artistique à un âge (23 ans) où la plupart des gymnastes féminines ont arrêté leur carrière.
En 2004, à 24 ans, elle se qualifie pour les Jeux olympiques d'Athènes où elle termine 6e par équipe, équipe dont elle est la capitaine.
En 2005, après son incroyable retour, elle devient championne d'Europe au sol. 
Le 3 avril 2008, lors de la compétition pour les Championnats d'Europe, Isabelle Severino a été victime d'une rupture du tendon d'Achille à son agrès de prédilection, le sol, ce qui provoque son forfait aux Jeux olympiques de Pékin.
En 2011, après son opération du tendon d'Achille et de la cheville, ainsi qu'un arrêt de 3 ans, elle participe avec son équipe de club (Meaux) aux championnats de France de division nationales et termine vice-championne de France avec son équipe. Cette compétition marque la fin de sa carrière sportive.

### Reconversion
En 1994, elle enregistre une chanson Demain ou après-demain, un hymne pour l'enfance et la paix dans le monde. En 1998, elle enregistre également un disque de chanson de 12 titres, qui ne sera pas commercialisé.[réf. nécessaire]
Depuis le 1er janvier 2000, elle est gérante de sa société de communication, dans les arts et la création graphique. 
Depuis 2002, elle est marraine de l'association Un maillot pour la vie, avec le rugbyman Fabien Pelous[réf. nécessaire].
En 2005, elle est également engagée pour être la doublure du personnage principal d'un film américain sur l'univers de la gymnastique : Stick It.
De juin 2008 à décembre 2008, elle a été animatrice sur la radio parisienne Europe 1 Sport de la Fulla Academy avec Pierre Fulla de 13h à 16h puis de Severino and Co toujours avec Pierre Fulla, Roger Zabel ou Dominique Grimault[réf. nécessaire]. 
Elle a été consultante pour France Télévisions et Europe 1 aux Jeux olympiques d'été de 2008 pour les épreuves de gymnastique[réf. nécessaire].
Depuis 2008, elle commente les manifestations gymniques sur la chaîne de télévision Ma Chaîne Sport ou sur SFR Sport[réf. nécessaire]. 
En décembre 2008, elle devient membre du comité directeur de la Fédération française de gymnastique[réf. nécessaire].
En 2009, elle est élue coprésidente avec David Douillet de la commission des athlètes de haut niveau au sein du Comité national olympique et sportif français[réf. nécessaire].
Elle est élue également au Conseil d'administration du CNOSF et est nommée par le nouveau président Denis Masseglia, vice-présidente du CNOSF pour 4 ans[réf. nécessaire].
Consultante pour l'agence RMC Sport depuis janvier 2010, elle a coanimé Sportisimon avec Serge Simon sur la radio RMC jusqu'en juillet 2010.
Depuis août 2011, elle est régulièrement dans le Dream Team Café, le dimanche après-midi sur RMC, en vue des Jeux olympiques de Londres 2012.
Le 15 novembre 2011, elle est promue, pour sa carrière sportive et service rendu à l'État français Chevalier de l'Ordre National du Mérite.
.
Le 6 mars 2012, par décret, elle est désignée comme personnalité associée au Conseil économique, social et environnemental[réf. nécessaire].
Le 10 mars 2013, elle est élue vice-présidente de la Fédération française de gymnastique après avoir été élue pour 4 ans au comité directeur de la FFGym[réf. nécessaire].
Le 15 avril 2013, elle est reconduite aux côtés de Tony Estanguet au poste de coprésidente de la Commission des athlètes de Haut niveau (CAHN) au CNOSF pour l'olympiade 2013-2017.
Elle fait partie du comité des athlètes de la candidature de Paris 2024, ainsi que du conseil d'administration du GIP Paris 2024[réf. nécessaire].
Membre également du comité exécutif de la fondation Adecco depuis 2013, où elle s'investit notamment sur la reconversion des athlètes de haut niveau, en partenariat avec le CNOSF[réf. nécessaire].
En 2017, elle fait toujours partie de la commission des athlètes du CNOSF, en tant que membre coopté pour 4 ans jusqu'en 2021[réf. nécessaire].
Depuis Décembre 2015, elle gère le bar-restaurant Rouge dans le quartier de République, dans le 10e arrondissement de Paris[réf. nécessaire].

## Palmarès en gymnastique artistique

### Jeux olympiques
- Athènes 2004
  - 6e au concours général par équipe

### Championnats du monde
- San Juan 1996
  -  Médaille de bronze aux barres asymétriques
- Lausanne 1997
  - 10e au concours général individuel
- Aarhus 2006
  - 11e au concours général individuel
  - 10e au concours général par équipe
- Stuttgart 2007
  - 6e à la poutre

### Championnats d'Europe
- Debrecen 2005
  -  Médaille d'or au sol

- Clermont-Ferrand 2008
  -  Médaille de bronze au concours général par équipes[5]

## Palmarès en gymnastique aérobic
- Championnats du monde d'aérobic sportive 2003
  -  médaille d'argent

- Championnats d'Europe de gymnastique aérobic 2003
  -  médaille de bronze par équipes